# Monument britannique
Le Monument britannique (également Monument de la Reconnaissance britannique à la Nation belge) (en néerlandais : Brits Oorlogsmonument, en anglais : Anglo-Belgian War Memorial)  est un monument se trouvant à Bruxelles (Belgique) qui fut commandité par l'Imperial War Graves Commission et réalisé par le sculpteur britannique Charles Sargeant Jagger (1885-1934) assisté de l'architecte Thomas Smith Tait. 
Inauguré le 28 avril 1923 à 11h00 par le prince de Galles et le roi Albert Ier, il commémore l'aide apportée par la population belge aux prisonniers de guerre et blessés britanniques durant la Première Guerre mondiale
.
Il est situé sur la place Poelaert à proximité du monument à la gloire de l'infanterie belge mais était initialement placé rue des Quatre Bras.
Le monument représente un soldat britannique et un soldat belge taillés dans de la pierre de Brainvilliers. Sur les côtés, des bas-reliefs montrent des paysans belges assistants des soldats britanniques blessés. Les moulages de ces bas-reliefs sont conservés à l'Imperial War Museum à Londres et un moulage du soldat belge est conservé au Musée de l'armée.

## Autres monuments
Un autre monument anglo-belge se trouve sur la Victoria Embankment à Londres. Érigé en 1920, il est le fruit du travail de l'architecte britannique Sir Reginald Blomfield et du sculpteur belge Victor Rousseau.